# Édes Anna (film, 1958)
Az Édes Anna egy 1958-ban bemutatott, fekete-fehér, magyar filmdráma Fábri Zoltán rendezésében. A forgatókönyvet Bacsó Péter és Fábri Zoltán írta Kosztolányi Dezső azonos című regénye alapján. 2012-ben bekerült a Magyar Művészeti Akadémia tagjai által kiválasztott legjobb 53 magyar alkotás közé.

## Szereplők
| Szereplő      | Színész           |
| ------------- | ----------------- |
| Édes Anna     | Törőcsik Mari     |
| Vizyné        | Mezey Mária       |
| Vizy          | Kovács Károly     |
| Jancsi úrfi   | Fülöp Zsigmond    |
| Ficsor        | Barsy Béla        |
| Etel          | Gobbi Hilda       |
| Tatárné       | Báró Anna         |
| Katica        | Böröndi Kati      |
| Tatár Gábor   | Greguss Zoltán    |
| Druma         | Horkai János      |
| Drumáné       | Vadnai Éva        |
| Dr. Moviszter | Makláry Zoltán    |
| Moviszterné   | Simor Erzsi       |
| Báthory       | Raksányi Gellért  |
| Ficsorné      | Sitkey Irén       |
| Újságíró      | Gera Zoltán       |
| Vöröskatona   | Siménfalvy Sándor |

## Cselekmény
Az 1919-es forradalom bukása után a  cseléd Édes Anna keresztapja unszolására Vizyékhez kerül. Vizyné büszke a jó fogásra az igénytelen, szorgalmas leánnyal, de nem veszi emberszámba. Az asszony unokaöccse megkörnyékezi a lányt, aki hálás a szép szavakért, és enged neki. Amikor állapotos lesz, a fiatalúr otthagyja őt. Anna megaláztatásai végül tragédiába torkollanak.